# Томіславиці (Лодзинське воєводство)
Томіславиці (пол. Tomisławice) — село в Польщі, у гміні Варта Серадзького повіту Лодзинського воєводства.
Населення — 155 осіб (2011).
У 1975-1998 роках село належало до Серадзького воєводства.

## Демографія
Демографічна структура станом на 31 березня 2011 року:
|          | Загалом | Допрацездатний вік | Працездатний вік | Постпрацездатний вік |
| -------- | ------- | ------------------ | ---------------- | -------------------- |
| Чоловіки | 73      | 19                 | 47               | 7                    |
| Жінки    | 82      | 24                 | 37               | 21                   |
| Разом    | 155     | 43                 | 84               | 28                   |